# Sociometrie
Sociometrie (z lat. socius = druh; řec. metre  = míra) je soubor sociologických metod, které se pokoušejí měřit sociopreferenční vztahy ve skupině, vzájemné sympatie a antipatie
členů skupiny. Podle Ditricha je sociometrie "základní technika, která slouží ke zjišťování, popisu a analýze směru a intenzity preference v mezilidských vztazích a malých sociálních skupinách".
Jejím zakladatelem je Jakob Levy Moreno.

## Sociometrie jako pojem
Sociometrie je specifický způsob měření vztahů v malých skupinách pomocí zjišťování vzájemných výběrů a odmítnutí členů navzájem. Je založený na empirických datech, získaných většinou pomocí dotazníku (sociometrický test). Pozice člena ve skupině je dána sociální přitažlivostí (sympatie a antipatie) a prestiží (vliv na druhé a důležitost jednotlivce). Dotazník tedy zkoumá, jak jsou jednotlivci oblíbení, stupeň blízkosti a jak velký vliv má člen na skupinu a jaký má ona na něj.
Sociometrie je dominantní technikou, jestliže předmětem šetření jsou specificky sociometrické problémy, tedy zejména studium sociometrických konfigurací, postavení individuií v nich, neformální struktura skupiny a její vedení a autorita - ostatní výzkumné metody jsou doplňující. Je pomocnou technikou, jestliže předmětem šetření jsou jiné problémy fungování malých skupin, případně jejich začlenění do širších sociálních struktur (rozhodovací proces, komunikační proces, přenos informací, interakce ve skupině, rozdělení moci a vlivů, diferenciace rolí apod.).
Zvolení sociometrického kritéria podle Morena ovlivňuje obdržená data z výzkumu. Závisí na stupni naší znalosti zkoumané skupiny, protože volba kritéria nemůže být (nemá být, nesmí být) nahodilá, a současně lze předpokládat (v podobě hypotézy, která by měla být ověřena), že sociometrické kritérium může být záměrně zvoleno tak, aby stupeň divergence mezi daty obdrženými aplikací sociometrického testu a pozorovacích technik byl buď co nejmenší, nebo co největší.
Za příbuzný vědní obor se dá považovat sociální psychologie, ačkoliv vymezení hranice mezi těmito pojmy kvůli jejich blízkosti je nejasné.

## Původ a historie sociometrie
Idea sociometrie byla poprvé zformulována v roce 1923 v knize Jacoba L. Morena Das Stegreiftheater. Morenova myšlenka tkví v tom, že společnost v sobě obsahuje strukturu sympatií a antipatií na jejíž základech spočívá nadstavba společnosti institucionální. Její původy byly ve zkoumání chování lidí v zajateckých táborech za 1. světové války, inspirována byla řadou psychologických, psychiatrických (Alfred Adler) a sociologických (M. Scheler, Schmidt) zdrojů, ačkoliv sám Moreno jako zdroje inspirace uváděl spíše F. Kafku, F. Werfela,O. Březinu, J. Wassermanna a H. Manna, tedy spisovatele. V Morenově teorii figuruje několik sporných pojmů a hypotéz, které se doposud nepodařilo dokázat či ověřit, její přínos je však podle Velkého sociologického slovníku značný.
Mimo vymezení pojmu sociometrie a položení základů skupinové terapie, přišel Moreno s metodou sociometrického testu, psychodramatu, sociodramatu, test spontaneity a představil interakční a poziční diagram.
Sociometrie zapříčinila významný posun ve vývoji sociologie. Zejména v druhé třetině 20. století prožila sociometrie velký boom. V roce 1937 začal vycházet časopis Sociometry, do kterého přispívala řada významných psychologů a
sociologů. O pět let později byl v Beaconu (NY, USA) založen Sociometrický institut (později Institut J. L. Morena), po kterém následovaly další ústavy jak v USA, tak v Evropě. Od poloviny 60. let se však význam sociometrie zmenšuje.
Kromě J. L. Morena se o rozvoj sociometrie zasloužily i další osobnosti jako E. F. Borgatta, G. C. Homans, H. H. Jenningsová, A. Bjerstedt, D. Ph. Cartwright, S. Chapin, J. Nehněvajsa, L. Zeleny, D. Slejška, M. Petrusek, K. Lewin, F. S. Chapin.

## Aplikace sociometrie
Sociometrie využívá deseti základních výzkumných technik: testu seznámení, sociometrického testu, testu vzájemného působení, testu rolí, spontánnosti, psychodramatu, sociodramatu, živých novin, terapeutického filmu a obecného studia jednání in situ neboli v přirozené situaci.
Mezi nejpoužívanější z těchto metod patří sociometrický test (také sociometrický dotazník). Při jeho sestavování je nutné stanovit hranici sociální skupiny, v níž test probíhá. Například kolegové mohou vybírat pouze mezi svými spolupracovníky, spolužáci mezi spolužáky. Dále je třeba položit jednoznačnou otázku, na kterou budou lidé odpovídat (př.: S kým byste chtěli jet na služební cestu?). Dále je tu potřeba limitování počtu výběrů. Jediná volba by nemusela přinést kýžený efekt, protože by všichni mohli volit jen pro jedinou osobu a příliš mnoho voleb by bylo matoucí a neefektivní pro následné vyhodnocení testu. Zároveň by sociolog neměl výsledky sociometrického dotazníku ve skupině zveřejňovat, mohlo by to vést ke konfliktům.
Úroveň popularity ve skupině odráží takzvaný sociometrický status. Pozitivní a negativní statusy se dále vydělují do jednotlivých pozic. Například:
- Hvězda – člověk, který obdržel nejvíce hlasů (výběrů i odmítnutí), z nichž převažují ty pozitivní a tento jedinec je ve skupině nejoblíbenější
- Černá ovce – osoba, která získala nejvíce negativních hlasů
- Outsider – člověk, který hodně volí, ale od ostatních dostává minimum hlasů nebo vůbec žádné, o členství ve skupině však má zájem
- Izolát – člověk, který žije na okraji skupiny, nedává ani nedostává žádné hlasy, skupina jako taková ho ale v zásadě nezajímá
- Ježek – rozdává ze zásady negativní hlasy

Data získaná sociometrickým dotazníkem se zpracovávají ve formě sociometrické matice. Můžeme z ní přečíst základní informace o struktuře skupiny, sociopreferenčních vztazích a jednotlivcích v ní. Zároveň slouží jako výchozí bod pro tvorbu dalších vyhodnocovacích technik např. sociogramu.
Sociometrie jako výzkumnou metodu lze využít při nejrůznějších příležitostech, kdy potřebujeme zjistit vztahy uvnitř malé sociální skupiny, například ve školách, domovech důchodců, dětských domovech, klubech mládeže a podobně.